# Ben Molar

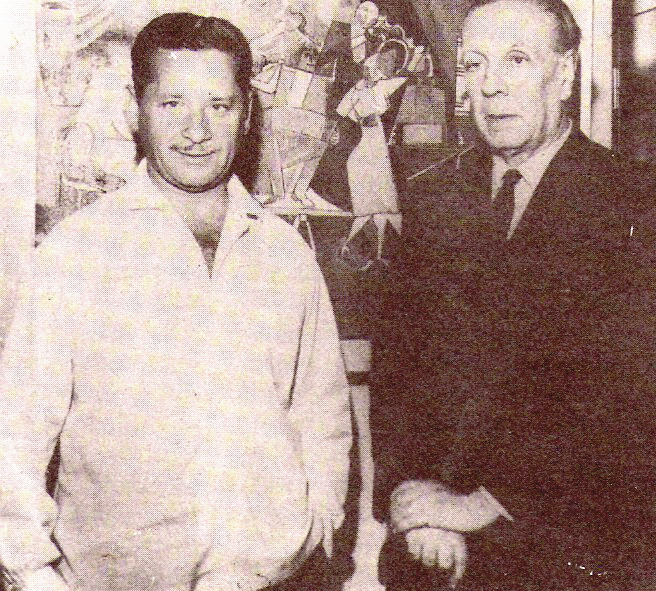
Molar con el escritor argentino Jorge Luis Borges.

Ben Molar, nombre artístico de Moisés Smolarchik Brenner (Buenos Aires, 3 de octubre de 1915 - Ib., 25 de abril de 2015) fue un autor,  compositor, productor musical, promotor artístico argentino y creador del Día Nacional del Tango (11 de diciembre de cada año en conmemoración del nacimiento de Carlos Gardel y Julio de Caro).

## Biografía
Fue una de las figuras claves de la difusión del tango y de la producción discográfica argentina entre los años 1950 y 1970. Fue propietario en Argentina del sello Fermata y estuvo relacionado con el lanzamiento y, en algunos casos, la creación de movimientos de música popular juvenil (como la nueva ola)  y también se encargó la traducción al español, adaptación y difusión de Maurice Chevalier, Neil Sedaka, Los Beatles, Paul Anka y otros en el ámbito sudamericano. Entre las figuras argentinas con las que colaboró y contribuyó a difundir pueden mencionarse a Mercedes Sosa, Sandro, Los cinco latinos, Palito Ortega, Juan Ramón, Los Abuelos de la Nada o Las Trillizas de Oro.
Le puso letra en español a las famosas canciones navideñas “Repican las campanas” y “Noche de paz, noche de amor”. Fue el creador de un gran número de letras de baladas, guaranias y boleros famosos, como Final (con música de Paul Misraki) , Balada de la trompeta, Sólo tú, Como antes, Quiéreme siempre, El baile del ladrillo, La hiedra, Himno al amor, Tú eres mi destino,  Mi madre querida, Llorando en la capilla, La casa del sol naciente, Soy el amor, Oh mi Señor, Es hora de llorar, Muchacho solitario, Antes o después, Mágica luna, Cariñosa, Sin saber por qué, Tus lágrimas, Muy cerca de ti, Recuerdos del Paraguay, Te sigo esperando, y un largo etcétera. 
Creó el laureado proyecto interdisciplinario de pintura y composiciones de tango donde unió a Jorge Luis Borges, Leopoldo Marechal, Manuel Mujica Lainez y Ernesto Sabato con Aníbal Troilo, Astor Piazzolla, José Basso, Mariano Mores, Córdoba Iturburu, Raquel Forner, Carlos Alonso y Raúl Soldi entre otras personalidades, de su proyecto 14 con el tango. También creó los discos Los 14 de Cobián y Cadícamo y Los 14 de Julio de Caro. Precisamente junto a este último maestro, Julio De Caro, compuso el tango "Calla, corazón, calla". 
Realizó múltiples homenajes a las máximas figuras del tango, en radios TV, teatros y salas de Buenos Aires y distintas ciudades del mundo.  
Entre otros honores, recibió el título de Ciudadano Ilustre de Buenos Aires, además de ser Presidente Honorario de la Asociación Gardeliana argentina, miembro de la Academia Nacional del Tango de la República Argentina y de la Academia Porteña del Lunfardo.
Estuvo casado con la actriz Pola Neuman, madre de sus hijos Daniel y Rubén Brenner.
Libros que escribió:
- Allá arriba en la mesa del feca (1990, Academia porteña del Lunfardo)
- Final (Cuentos, editado por El pez del pez, 1994)

## Filmografía
Intérprete
- Los guardianes del ángel (2004) ...Entrevistado

Música
- Días calientes (1966)
- Punto y banca (1959)

Temas musicales
- Un elefante color ilusión (1970)
- Yo soy el criminal (1951)
- Fascinación (1949)
- Navidad de los pobres (1947)